# Grand établissement
Grand établissement (deutsch „Große Einrichtung“) ist eine verwaltungsrechtliche Bezeichnung aus der französischen Hochschullandschaft. Es handelt sich dabei um eine Art von staatlichen Einrichtungen zur Hochschulbildung und Forschung. Diese Art der Hochschulform ist von den anderen öffentlichen Universitäten zu unterscheiden, da sie nur einer begrenzten Zahl von Studierenden offen steht sowie Förderungen, Mittel und den Status einer Elitehochschule genießt.

## Rechtliche Einbettung
Das französische Bildungsgesetz (Code de l’éducation) definiert im siebten Buch (Les établissements d’enseignement supérieur) die Hochschuleinrichtungen. Darin sind die Grands établissements ein Typus der sogenannten „öffentlichen Einrichtungen mit wissenschaftlichem, kulturellem und berufsbildendem Charakter“ (EPSCP):
1. Établissements publics à caractère scientifique, culturel et professionnel (EPSCP)
  - Universitäten und Instituts nationaux polytechniques (2)
  - Écoles et instituts extérieurs aux universités (14), z. B. Technische Universitäten, Écoles Centrales, Institut national des sciences appliquées
  - Écoles normales supérieures (4)
  - Grands établissements
  - Französische Auslands-Hochschulen (5)
2. Einrichtungen zur Lehrerausbildung
  - Instituts universitaires de formation des maîtres (IUFM) ~Pädagogische Hochschulen
3. Private Hochschuleinrichtungen
4. Établissements d’enseignement supérieur à caractère administratif, z. B. Écoles nationales supérieures, Écoles nationales d’ingénieurs, Instituts d’études politiques
5. Spezialisierte Hochschuleinrichtungen
  - Landwirtschaftliche und veterinärmedizinische Hochschulen
  - Hochschulen für Architektur
  - Handelshochschulen
  - Hochschulen für Bergbau (écoles nationales des mines)
  - Militärhochschulen
  - Hochschulen für Gesundheit und Soziales
  - Hochschulen der Handelsmarine
  - Die nationale Stiftung für Politikwissenschaften (Fondation nationale des sciences politiques)
  - Hochschulen für Musik, Tanz, Theater und Zirkuskünste
  - Hochschulen für bildende Künste

## Liste der „grands établissements“
| Institution                                                                                 | Beginn              |
| ------------------------------------------------------------------------------------------- | ------------------- |
| Collège de France                                                                           |                     |
| Conservatoire National des Arts et Métiers (CNAM)                                           |                     |
| École centrale Paris (ECP)                                                                  |                     |
| École des hautes études en sciences sociales (EHESS)                                        |                     |
| École nationale des chartes                                                                 |                     |
| École nationale de l’aviation civile (ENAC)                                                 |                     |
| École nationale supérieure d’arts et métiers (ENSAM)                                        |                     |
| École nationale supérieure des sciences de l’information et des bibliothèques (ENSSIB)      |                     |
| École pratique des hautes études (EPHE)                                                     |                     |
| Institut d’études politiques de Paris (Sciences Po Paris)                                   |                     |
| Institut de physique du globe de Paris (IPGP)                                               |                     |
| Institut national d’études supérieures agronomiques de Montpellier (Montpellier Sup Agro)   |                     |
| Institut national d’histoire de l’art (INHA)                                                |                     |
| Institut national des langues et civilisations orientales (INALCO)                          |                     |
| Institut polytechnique de Grenoble                                                          |                     |
| Muséum national d’histoire naturelle (MNHN)                                                 |                     |
| Pariser Observatorium                                                                       |                     |
| Palais de la découverte                                                                     |                     |
| Université de technologie en sciences des organisations et de la décision de Paris-Dauphine |                     |
| École des hautes études en santé publique (EHESP)                                           | décret 2006-1546    |
| École nationale des ponts et chaussées                                                      |                     |
| Institut des sciences et industries du vivant et de l’environnement (Agro Paris Tech)       | 2007                |
| Institut supérieur de l’aéronautique et de l’espace                                         | 2007                |
| Université de Lorraine (UdL)                                                                | décret no 2011-1169 |